# Захаркив, Юрий Романович
Ю́рий Рома́нович Заха́ркив (укр. Юрій Романович Захарків; род. 21 марта 1996, Тернополь) — украинский футболист, нападающий

## Карьера
Воспитанник ДЮСШ города Тернополя и школы резерва львовских «Карпат». В 2013 году был включён в официальную заявку «Карпат», выступал за клуб в турнирах U-19 и U-21. В бронзовом сезоне 2013/14 в команде юношей «бело-зелёных» под руководством Игора Йовичевича впровёл 25 матчей, забил 4 гола.
В основном составе «Карпат» дебютировал 2 мая 2015 в матче чемпионата против мариупольского «Ильичёвца». На 73-й минуте дебютант заменил в игре Олега Голодюка, заняв привычную для себя позицию центрфорварда, но хороших моментов у него не было.
Параллельно с игрой в «Карпатах» Захаркив учился в ТНПУ на факультете физического воспитания. За команду этого ВУЗа «Тернополь-Педуниверситет» играл в чемпионате Украины среди студентов.
В марте 2018 года подписал контракт с донецким «Олимпиком». По окончании сезона 2017/18 покинул стан команды.
В августе 2018 года он стал игроком литовского клуба «Атлантас». Затем выступал в Словакии за «Земплин» (Михаловце) и его фарм-клуб «Славой» (Требишов), а также в Таджикистане за «Худжанд». В 2020 году играл за латвийскую «Елгаву», в составе которой провёл 16 матчей, забил 5 мячей и отдал 2 голевые передачи. 17 ноября 2020 года подписал контракт с украинским клубом «Львов». Контракт рассчитан на 3 года. 22 ноября 2020 года дебютировал за «Львов» в рамках Украинской Премьер-Лиги в выездном матче против «Десны» (1:0), выйдя в стартовом составе, но был заменён на 53-й минуте. 27 мая 2021 года покинул «Львов», не став продлевать с клубом контракт по обоюдному соглашению. Всего в составе команды провёл 8 матчей в УПЛ.